# Заборов'я (Большезагорська волость)
Заборов'я (рос. Заборовье) — присілок в Псковському районі Псковської області Російської Федерації.
Населення становить 2 особи. Входить до складу муніципального утворення Карамишевська волость.

## Історія
Від 2015 року входить до складу муніципального утворення Карамишевська волость.

## Населення
1. Н/Д[2]